# Eddie Slovik
Edward Donald Slovik (né le 18 février 1920 à Détroit dans le Michigan et exécuté le 31 janvier 1945 à Sainte-Marie-aux-Mines en France) était un GI de l'US Army durant la Seconde Guerre mondiale. Il fut le seul soldat américain à être fusillé pour désertion depuis la guerre de Sécession.
Bien que plus de 2 100 soldats américains aient été condamnés pour désertion durant le conflit mondial, dont 49 à la peine de mort, Slovik fut le seul dont la sentence fut exécutée.

## Jeunesse
Il naît à Détroit dans le Michigan, le 18 février 1920.
Fils d'immigrants polonais, il sombre très vite dans la petite délinquance : il est arrêté pour la première fois à l'âge de douze ans alors qu'il s'apprêtait à pénétrer dans une usine avec des amis pour y voler du laiton. Il abandonne l'école à l'âge de quinze ans.
Dans les cinq années qui suivent, il est interpellé plusieurs fois pour divers larcins et pour troubles à l'ordre public. Ces interpellations finissent par le conduire en prison en octobre 1937. Finalement gracié, il est libéré en septembre 1938.
Il est de nouveau incarcéré dès janvier 1939, après avoir volé une voiture en compagnie de deux amis, véhicule avec lequel il a un accident alors qu’il conduisait en état d’ébriété.
Avant ses 21 ans, il a déjà été condamné à de la prison deux fois, et placé cinq fois en probation. Libéré sur parole en avril 1942, il rencontre Antoinette Wisniewski, avec laquelle il se marie le 7 novembre 1942. Ils vivent tous les deux chez les parents de la jeune fille.
Profitant du bond de la production manufacturière liée à la Seconde Guerre mondiale, il trouve un emploi bien payé chez DeSoto, filiale de Chrysler.
Bien que l'armée américaine engageait des personnes avec un casier judiciaire, Slovik était en période de libération sur parole, et n'était donc pas concerné par la conscription dans un premier temps. Le 22 octobre 1943, sa période de libération sur parole prend fin, et il est appelé sous les drapeaux le 3 janvier 1944.
Mobilisé, il est d'abord alors envoyé le 24 janvier 1944 à Fort Wolters (en) au Texas, pour y subir un entraînement militaire de base. Le 25 juillet 1944, il est envoyé en Angleterre, et rejoint ensuite un dépôt de réserve en France. Le 25 août, il est envoyé avec 14 autres hommes en renfort de la compagnie G du 109e régiment d'infanterie au sein de la 28e division d'infanterie américaine.

## Désertion
Alors qu'il est en route pour rejoindre son unité à Elbeuf, en Normandie, Slovik et un camarade, le soldat John Tankey, se mettent à couvert des tirs d'artillerie allemands et se trouvent séparés de leur détachement. Après avoir passé la nuit dans les décombres, ils sont recueillis dès le lendemain par le 13e Provost Corps de la police militaire canadienne avec laquelle ils resteront pendant six semaines. Ils sont chargés de préparer la nourriture, conduire des camions et garder des prisonniers allemands pour le corps canadien. Néanmoins, Tankey prend soin d'écrire à son unité pour expliquer son absence et celle de Slovik. 
Le 8 octobre, ils reprennent tous les deux du service dans leur compagnie alors stationnée à Rocherath, en Belgique. Il était alors courant que des soldats se retrouvent isolés de leur unité, aucune accusation n'est donc portée contre eux. Dès le lendemain, le 9 octobre, Slovik s'approche d'un cuisinier de campagne, et lui tend une note dans laquelle il reconnaît avoir déserté à Elbeuf, et en majuscules affirme qu'il s'enfuira s'il est renvoyé au front. Le cuisinier prévient la police militaire, qui le met aux arrêts. Après être envoyé dans un camp de prisonniers le 26 octobre, il rencontre un juge-avocat et un psychiatre. Le premier lui propose d'abandonner toutes les charges s'il accepte de rejoindre son unité, et le second le considère sain d'esprit et responsable de ses actes.
Il est amené devant le lieutenant-colonel Ross Henbest, celui-ci lui offre l'occasion de se racheter en ignorant cette note écrite. Slovik refuse et écrit une seconde note, dans laquelle il déclare qu'il sait ce qu'il fait et qu'il assume pleinement les conséquences de ses actes.
Slovik est alors placé aux arrêts et confiné dans l'enceinte du camp de la division. Le juge-avocat de celle-ci, le lieutenant-colonel Henry Summer, offre de nouveau à Slovik l'occasion de rejoindre son unité sans qu'aucune poursuite ne soit engagée contre lui et lui propose un transfert dans un autre régiment d'infanterie. Slovik décline ces offres, en déclarant : « Je me suis décidé. J'irai en cour martiale ».

## Procès et exécution
Le procès, prévu pour le 11 novembre 1944, a lieu pendant la bataille de la forêt de Hürtgen, une  forêt très dense à la frontière germano-belge. Les troupes américaines s'étaient épuisées pendant neuf jours dans un terrain préalablement fortifié par les Allemands. Les pertes étaient élevées, et aucun gain de terrain n'avait été réalisé. Les Allemands étaient déterminés à tenir le terrain et les conditions météorologiques réduisaient considérablement l'habituel avantage américain lié à la force blindée et au soutien aérien. Devant une forte hausse des désertions, le commandement se devait donc de réagir et décida qu'il fallait faire un exemple.
Le soldat Slovik fut donc accusé de désertion et traduit en cour martiale le 11 novembre 1944. Le procès débuta à 10 heures, dans un immeuble de la ville de Roetgen. Si les juges étaient tous officiers, ils n'avaient pas encore eu l'occasion de commander sur le front, ce qui était courant dans les cours martiales, en raison de leur disponibilité. Slovik se tait pendant l'intégralité du procès, et son avocat plaide non coupable. Durant le procès, le procureur, le capitaine John Green, présente cinq témoins à qui Slovik avait déclaré son intention de « fuite ». La défense n'ayant apporté aucun élément, les neuf officiers de la cour reconnurent Slovik coupable de désertion et le condamnèrent à mort. La sentence fut examinée et approuvée par le commandant de la division, le général Norman Cota le 27 novembre.
Le 9 décembre, Slovik écrivit une lettre au commandant en chef des forces alliées, le général Dwight D. Eisenhower, lui demandant sa clémence. Eisenhower confirma l'ordre d'exécution le 23 décembre 1944. Pour un de ses juges, Benedict B. Kimmelman, Slovik cherchait volontairement à être jugé coupable, afin d'éviter de devoir retourner au front. Il devait s'attendre à une peine de prison assortie d’une déclaration de manquement à l'honneur, la punition qui avait été infligée à ses camarades également aux arrêts dans la division. Slovik ne craignait pas la sanction relative au manquement à l'honneur, car il était déjà ancien délinquant, et cela n'aurait pas nui à sa carrière de simple ouvrier dans la vie civile ; de même la peine de prison risquait d’être annulée à la fin de la guerre.
Peu avant son exécution, Slovik déclare : « Ils ne me fusillent pas pour désertion, des milliers de gars ont fait ça avant moi. Ils ont seulement besoin de quelqu'un pour en faire un exemple et c'est moi... Je volais des choses quand j'étais un gamin, et c'est pour ça qu'ils me fusillent. Ils me fusillent pour le pain et les chewing-gum que j'ai volés quand j'avais 12 ans. »
C'est  à 10 h 05, le 31 janvier 1945 dans les jardins d'une villa située au no 86 de la rue Général-Bourgeois du village alsacien de Sainte-Marie-aux-Mines, qu'Eddie Slovik fut fusillé par un peloton d'exécution. Douze soldats, placés à vingt pas, tirent onze balles et une balle à blanc, personne ne devant savoir qui a tiré la balle à blanc. Il ne meurt pas sur le coup, mais au moment où le peloton recharge. L'aumônier catholique oint son corps, qui est rangé dans un tissu pour être ensuite enterré.
Aujourd'hui, la villa n'existe plus, remplacée par des immeubles modernes qui ont abrité pendant un certain temps la gendarmerie.
L'exécution a lieu en secret, car pour le commandement américain aussi bien que pour le gouvernement britannique, annoncer avoir exécuté un jeune homme aurait eu des conséquences trop mauvaises sur le moral.
Slovik fut ensuite enterré, trois cent cinquante kilomètres à l'ouest, au cimetière américain de Seringes-et-Nesles dans l’Aisne, dans la parcelle E avec 96 autres soldats américains exécutés pour meurtre ou viol. Leurs plaques funéraires portent uniquement un numéro, afin qu'il soit impossible de les identifier sans connaître la correspondance du numéro avec le nom. En 1987, soit quarante-deux ans après sa mort, ses restes ont été rapatriés au Michigan pour être enterrés au cimetière de Woodmere à Détroit, auprès de son épouse Antoinette morte quelques années plus tôt, en 1979.
Antoinette Slovik et d'autres avaient demandé leur pardon à sept présidents américains successifs — de Harry Truman à Jimmy Carter — mais sans succès.

## Postérité
Le journaliste et écrivain William Bradford Huie, alors qu'il se renseignait sur les cas de désertion pendant la guerre, entend parler d'Eddie Slovik. Il demande pendant sept ans la déclassification des informations le concernant. Celle-ci a finalement lieu en juillet 1953. Huie publie alors en 1954 un livre sur l'exécution de Slovik, qui est au préalable vérifié par l'armée. Le livre rencontre un certain succès et est traduit en onze langues.
Celui-ci a été adapté à la télévision dans The Execution of Private Slovik (L'Exécution du soldat Slovik), un téléfilm de 1974 par Lamont Johnson avec Martin Sheen. Frank Sinatra avait originellement acquis les droits en 1959 et souhaitait réaliser un film en 1960, mais il abandonne l'idée sous la pression de Joseph Kennedy, qui craignait pour les ambitions présidentielles de son fils,.